# Теребенская икона Божией Матери
Теребенская икона Божией Матери — почитаемая в Русской православной церкви икона Богородицы. Празднование иконе совершается 14 (27) мая.
Икона происходит из Николо-Теребенской пустыни Тверской епархии. В 1492 году помещик Михаил Обудков устроил в селе Теребени (ныне село Труженик Максатихинского района Тверской области) деревянный храм в честь Николая Чудотворца. Согласно преданию, образ святого Николая, хранившийся в ней, неоднократно покидал храм и переносился сам собой к источнику на берегу Мологи. На этом месте был установлен деревянный храм, ставший центром прихода села, в котором впоследствии была образована пустынь. Из истории обители известно, что в 1654 году окрестные жители искали здесь спасения от моровой язвы. Это же время является временем прославления Теребенской иконы как чудотворной.
Подлинный Теребенский образ Богоматери до настоящего времени не сохранился. В Николо-Теребенском монастыре Тверской епархии хранится чтимый список, который по преданию происходит из новгородского Софийского собора. На этой иконе Богоматерь изображается с поднятыми руками, в пояс, а руки Предвечного Младенца распростерты. Более подробных сведений о чудотворной иконе Теребенской не имеется.